# Kyushu Railway Company
Kyushu Railway Company (jap. 九州旅客鉄道株式会社 Kyūshū Ryokaku Tetsudō Kabushiki-gaisha;  w skrócie: J.R Kyushu) – spółka przewozowa w Japonii, obsługująca połączenia międzymiastowe na wyspie Kiusiu oraz promowe z Koreą. Została założona 1 kwietnia 1987 roku. Zatrudnia 12 tys. pracowników. Jej siedziba mieści się w Fukuoce. W 2008 r. zysk firmy wyniósł 14,4 mld jenów.

Obszar obsługiwany przez JR Kyushu jest zaznaczony na kolor czerwony

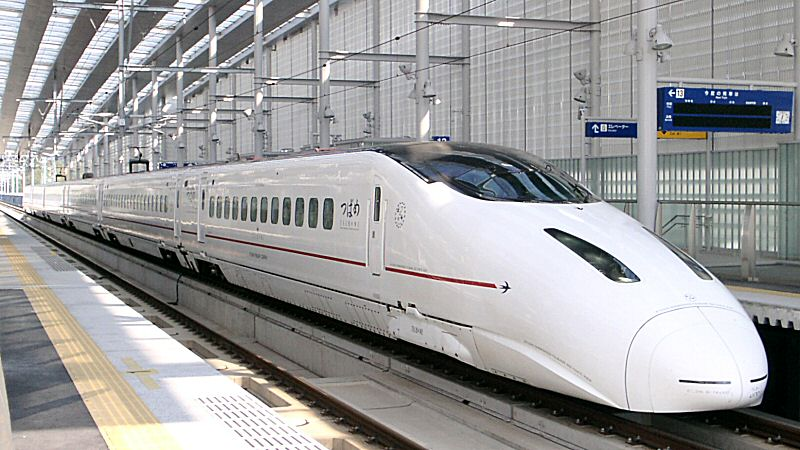
Shinkansen Tsubame

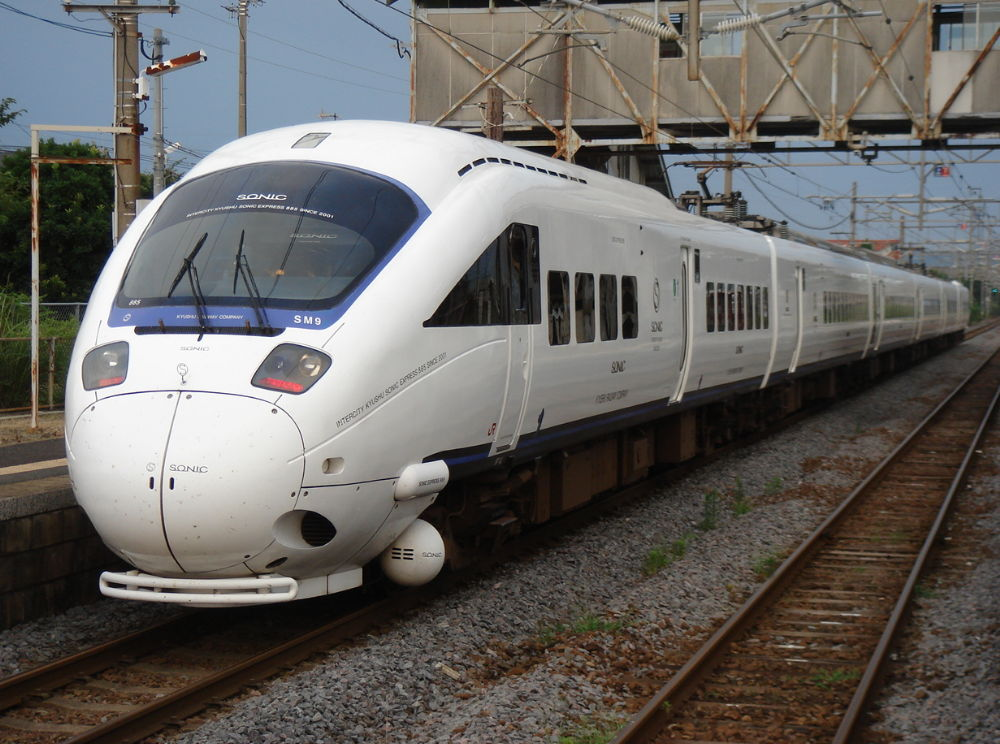
Eksploatowany przez firmę pociąg White Sonic 885

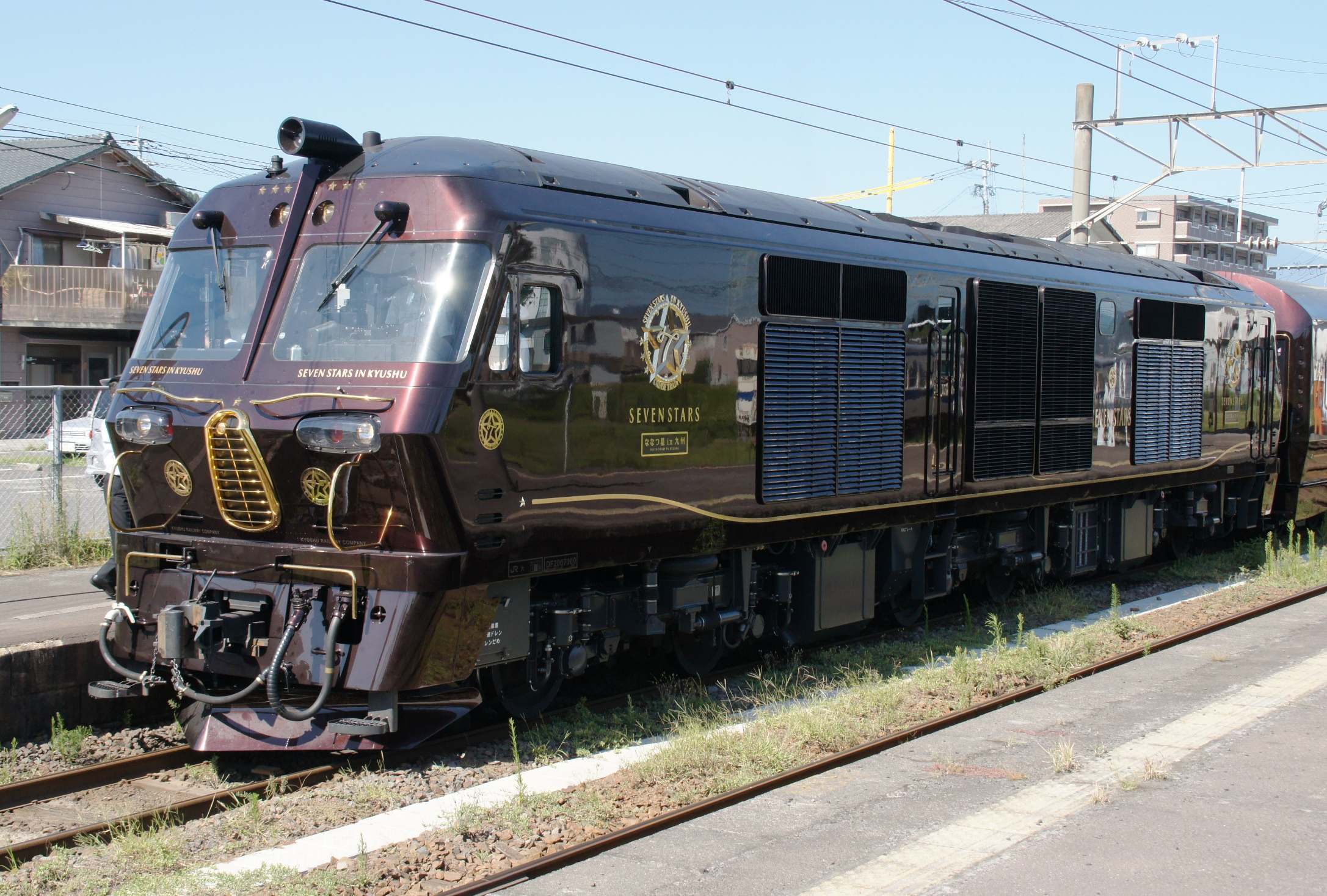
Seven Stars in Kyushu

Spółka jest zaangażowana w propagowanie turystyki na wyspie Kiusiu. J.R. Kyushu eksploatuje szybkie i dalekobieżne pociągi i obsługuje linię Hisatsu, która stanowi część historii wyspy.